# Lilla Sörsjön
Lilla Sörsjön är en sjö i Lessebo kommun i Småland och ingår i Ronnebyåns huvudavrinningsområde.